# Bahnstrecke Nürnberg–Roth
| Streckennummer (DB): | 5971 |                                             |                                             |
| Kursbuchstrecke (DB): | 890.2 |                                             |                                             |
| Streckenlänge: | 25,66 km |                                             |                                             |
| Spurweite: | 1435 mm (Normalspur) |                                             |                                             |
| Streckenklasse: | D4 |                                             |                                             |
| Stromsystem: | 15 kV 16,7 Hz ~ |                                             |                                             |
| Streckengeschwindigkeit: | 120 km/h |                                             |                                             |
| Zweigleisigkeit: | Nürnberg-Eibach (Üst) – Nürnberg-Reichelsdorf (Üst), Schwabach-Limbach (Üst) – Rednitzhembach (Üst), Büchenbach (Üst) – Roth |                                             |                                             |
| | |                                             |                                             |
| \| \| \| von Irrenlohe \| \| \| \| \| von Feucht \| \| \| \| \| von Regensburg Hbf \| \| \| \| \| von Cheb \| \| \| \| 0,000 \| Nürnberg Hbf \| (312 m) \| \| \| \| nach Crailsheim \| \| \| \| \| nach Bamberg \| \| \| \| \| nach Treuchtlingen (Fernbahn) \| \| \| \| \| zum Verkehrsmuseum Nürnberg \| \| \| \| 1,050 \| Beginn Überwerfungsbauwerk 58 (583 m) \| Beginn Überwerfungsbauwerk 58 (583 m) \| \| \| \| Straßenbahn Nürnberg (Steinbühler Tunnel) \| \| \| \| 1,075 \| Nürnberg-Steinbühl \| Nürnberg-Steinbühl \| \| \| \| Nürnberg–Bamberg \| \| \| \| \| Nürnberg–Crailsheim \| \| \| \| \| Bundesautobahn 73 \| \| \| \| 1,588 \| Ende Überwerfungsbauwerk 58 \| Ende Überwerfungsbauwerk 58 \| \| \| 2,992 \| Nürnberg-Sandreuth \| Nürnberg-Sandreuth \| \| \| 3,000 \| Bundesstraße 4R \| Bundesstraße 4R \| \| \| \| Nürnberg Rbf–Nürnberg Hgbf \| \| \| \| \| Ringbahn Nürnberg \| \| \| \| \| Südwesttangente \| \| \| \| \| Main-Donau-Kanal \| \| \| \| 4,680 \| Nürnberg-Eibach (Üst) (Beginn 2. Gleis) \| Nürnberg-Eibach (Üst) (Beginn 2. Gleis) \| \| \| 5,280 \| Nürnberg-Eibach (S-Bahn) \| Nürnberg-Eibach (S-Bahn) \| \| \| 7,000 \| Treuchtlingen–Nürnberg (Fernbahn) \| Treuchtlingen–Nürnberg (Fernbahn) \| \| \| 8,417 \| Nürnberg-Reichelsdorf (S-Bahn) \| (314 m) \| \| \| 8,776 \| Nürnberg-Reichelsdorf (Üst) (Ende 2. Gleis) \| Nürnberg-Reichelsdorf (Üst) (Ende 2. Gleis) \| \| \| 10,010 \| Reichelsdorfer Keller \| Reichelsdorfer Keller \| \| \| 10,583 \| Rednitzbrücke Katzwang (169 m) \| Rednitzbrücke Katzwang (169 m) \| \| \| 11,494 \| Katzwang \| (325 m) \| \| \| 13,062 \| Schwabach-Limbach (Üst) (Beginn 2. Gleis) \| Schwabach-Limbach (Üst) (Beginn 2. Gleis) \| \| \| 13,528 \| Schwabach-Limbach \| Schwabach-Limbach \| \| \| \| Schwabach (127,5 m) \| \| \| \| \| von Nürnberg Hbf (Fernbahn) \| \| \| \| 15,047 \| Schwabach \| (339 m) \| \| \| \| nach Treuchtlingen (Fernbahn) \| \| \| \| \| Bundesstraße 2 \| \| \| \| \| Bundesautobahn 6 \| \| \| \| 16,964 \| Rednitzhembach (Üst) (Ende 2. Gleis) \| Rednitzhembach (Üst) (Ende 2. Gleis) \| \| \| 18,414 \| Rednitzhembach \| Rednitzhembach \| \| \| 22,126 \| Büchenbach (Üst) (Beginn 2. Gleis) \| Büchenbach (Üst) (Beginn 2. Gleis) \| \| \| 22,548 \| Büchenbach \| Büchenbach \| \| \| \| Aurach (55,6 m) \| \| \| \| \| von Nürnberg Hbf (Fernbahn) \| \| \| \| 25,660 \| Roth \| (341 m) \| \| \| \| nach Treuchtlingen \| \| \| \| \| nach Greding \| \| \| \| \| \| \| \| Quellen: [1] \| \| \| \| | |                                             |                                             |
| Strecke | | von Irrenlohe                               | von Irrenlohe                               |
| Abzweig geradeaus und von links | | von Feucht                                  | von Feucht                                  |
| Abzweig geradeaus und von links | | von Regensburg Hbf                          | von Regensburg Hbf                          |
| Abzweig geradeaus und von rechts | | von Cheb                                    | von Cheb                                    |
| Bahnhof mit S-Bahn-Halt | 0,000 | Nürnberg Hbf                                | (312 m)                                     |
| Abzweig geradeaus und nach links | | nach Crailsheim                             | nach Crailsheim                             |
| Abzweig geradeaus und nach links | | nach Bamberg                                | nach Bamberg                                |
| Abzweig geradeaus und nach links | | nach Treuchtlingen (Fernbahn)               | nach Treuchtlingen (Fernbahn)               |
| Abzweig geradeaus und nach rechts | | zum Verkehrsmuseum Nürnberg                 | zum Verkehrsmuseum Nürnberg                 |
| Strecke geradeaus | 1,050 | Beginn Überwerfungsbauwerk 58 (583 m)       | Beginn Überwerfungsbauwerk 58 (583 m)       |
| Kreuzung mit U-Bahn | | Straßenbahn Nürnberg (Steinbühler Tunnel)   | Straßenbahn Nürnberg (Steinbühler Tunnel)   |
| S-Bahn-Halt | 1,075 | Nürnberg-Steinbühl                          | Nürnberg-Steinbühl                          |
| Kreuzung | | Nürnberg–Bamberg                            | Nürnberg–Bamberg                            |
| Kreuzung | | Nürnberg–Crailsheim                         | Nürnberg–Crailsheim                         |
| Strecke | | Bundesautobahn 73                           | Bundesautobahn 73                           |
| Strecke | 1,588 | Ende Überwerfungsbauwerk 58                 | Ende Überwerfungsbauwerk 58                 |
| S-Bahn-Halt | 2,992 | Nürnberg-Sandreuth                          | Nürnberg-Sandreuth                          |
| Brücke | 3,000 | Bundesstraße 4R                             | Bundesstraße 4R                             |
| Kreuzung geradeaus unten | | Nürnberg Rbf–Nürnberg Hgbf                  | Nürnberg Rbf–Nürnberg Hgbf                  |
| Kreuzung geradeaus unten | | Ringbahn Nürnberg                           | Ringbahn Nürnberg                           |
| Strecke geradeaus | | Südwesttangente                             | Südwesttangente                             |
| Strecke unter Wasserlauf Ende Hochstrecke | | Main-Donau-Kanal                            | Main-Donau-Kanal                            |
| Überleitstelle / Spurwechsel | 4,680 | Nürnberg-Eibach (Üst) (Beginn 2. Gleis)     | Nürnberg-Eibach (Üst) (Beginn 2. Gleis)     |
| S-Bahn-Halt | 5,280 | Nürnberg-Eibach (S-Bahn)                    | Nürnberg-Eibach (S-Bahn)                    |
| Kreuzung geradeaus oben | 7,000 | Treuchtlingen–Nürnberg (Fernbahn)           | Treuchtlingen–Nürnberg (Fernbahn)           |
| S-Bahn-Halt | 8,417 | Nürnberg-Reichelsdorf (S-Bahn)              | (314 m)                                     |
| Überleitstelle / Spurwechsel | 8,776 | Nürnberg-Reichelsdorf (Üst) (Ende 2. Gleis) | Nürnberg-Reichelsdorf (Üst) (Ende 2. Gleis) |
| S-Bahn-Halt | 10,010 | Reichelsdorfer Keller                       | Reichelsdorfer Keller                       |
| Brücke über Wasserlauf | 10,583 | Rednitzbrücke Katzwang (169 m)              | Rednitzbrücke Katzwang (169 m)              |
| S-Bahn-Halt | 11,494 | Katzwang                                    | (325 m)                                     |
| Überleitstelle / Spurwechsel | 13,062 | Schwabach-Limbach (Üst) (Beginn 2. Gleis)   | Schwabach-Limbach (Üst) (Beginn 2. Gleis)   |
| S-Bahn-Halt | 13,528 | Schwabach-Limbach                           | Schwabach-Limbach                           |
| Brücke über Wasserlauf | | Schwabach (127,5 m)                         | Schwabach (127,5 m)                         |
| Abzweig geradeaus und von rechts | | von Nürnberg Hbf (Fernbahn)                 | von Nürnberg Hbf (Fernbahn)                 |
| Bahnhof mit S-Bahn-Halt | 15,047 | Schwabach                                   | (339 m)                                     |
| Abzweig geradeaus und nach rechts | | nach Treuchtlingen (Fernbahn)               | nach Treuchtlingen (Fernbahn)               |
| Brücke | | Bundesstraße 2                              | Bundesstraße 2                              |
| Strecke mit Straßenbrücke | | Bundesautobahn 6                            | Bundesautobahn 6                            |
| Überleitstelle / Spurwechsel | 16,964 | Rednitzhembach (Üst) (Ende 2. Gleis)        | Rednitzhembach (Üst) (Ende 2. Gleis)        |
| S-Bahn-Halt | 18,414 | Rednitzhembach                              | Rednitzhembach                              |
| Überleitstelle / Spurwechsel | 22,126 | Büchenbach (Üst) (Beginn 2. Gleis)          | Büchenbach (Üst) (Beginn 2. Gleis)          |
| S-Bahn-Halt | 22,548 | Büchenbach                                  | Büchenbach                                  |
| Brücke über Wasserlauf | | Aurach (55,6 m)                             | Aurach (55,6 m)                             |
| Abzweig geradeaus und von rechts | | von Nürnberg Hbf (Fernbahn)                 | von Nürnberg Hbf (Fernbahn)                 |
| Bahnhof mit S-Bahn-Halt | 25,660 | Roth                                        | (341 m)                                     |
| Abzweig geradeaus und nach rechts | | nach Treuchtlingen                          | nach Treuchtlingen                          |
| Strecke | | nach Greding                                | nach Greding                                |
| | |                                             |                                             |
| Quellen: | |                                             |                                             |

Die Bahnstrecke Nürnberg–Roth ist eine Hauptbahn in Bayern. Sie verläuft von Nürnberg aus über Schwabach nach Roth. Sie wurde im Rahmen der ersten Baustufe der Nürnberger S-Bahn parallel zur Bahnstrecke Treuchtlingen–Nürnberg errichtet und am 9. Juni 2001 eröffnet.

## Geschichte
Bereits 1966 wurden die ersten Forderungen für ein S-Bahn-Netz im Ballungsraum Nürnberg laut. Ein Schritt dahin wurde 1969 von der Deutschen Bundesbahn mit der Verdichtung des Taktes auf den Hauptstrecken zur Hauptverkehrszeit unternommen. Auch die Verbindung zwischen Nürnberg und Roth war darin einbezogen, allerdings konnte wegen der hohen Streckenauslastung kein fester Takt angeboten werden. Dieses Angebot musste in den folgenden Jahren aus betrieblichen Gründen und wegen der teilweise schlechten Auslastung der Züge wieder zurückgenommen werden, trotzdem wurde von Seiten der Bahn weiterhin eine Verbesserung des Zugangebotes angestrebt. Dazu wurde 1971 der damalige Bundesbahndirektion Nürnberg der Planungsauftrag erteilt, Lösungen zur Verbesserung des Nahverkehrsangebots zu erarbeiten. Die Ergebnisse wurden am 20. März 1975 als „Rahmenplanung für die S-Bahn Nürnberg“ vorgestellt, in dem auch eine S-Bahn-Linie von Nürnberg nach Roth enthalten war. Diese war Teil der am 29. Juni 1979 festgelegten „1. Baustufe“ der S-Bahn Nürnberg ebenso wie dem am 2. November 1981 geschlossenen Finanzierungsvertrags, womit die vertieften Planungen beginnen konnten.

### Planung
Zwischen 1982 und 1984 wurden von einem Gutachtergremium 17 Varianten für die Linienführung zwischen Nürnberg und Roth untersucht, wobei auch der Bereich zwischen Nürnberg Hauptbahnhof und Fischbach bei Nürnberg einbezogen wurde. Untersucht wurden dabei zum einen Varianten mit einem mehrgleisigen Ausbau der Bestandsstrecke und Einführung in den Hauptbahnhof von Westen (Korridor C). Weitere Varianten banden östlich an den Hauptbahnhof an und führten zwischen Nürnberg-Dutzendzeich und Roth über nahe am Nürnberger Reichswald (Korridor A) oder über den Rangierbahnhof bzw. dessen Vorbahnhof (Korridor R).
Ein viergleisiger und 25,6 km langer Ausbau der Bestandsstrecke wurde als Variante C4 vertiefend untersucht, aber letztlich als nicht vorzugswürdig verworfen. Dieser sei zwar überall technisch möglich gewesen, hätte jedoch Eingriffe die beidseits an die Trasse heranreichende Bebauung im Nürnberger Ortsteil Reichelsdorfer Keller sowie im Bereich der Robert-Bosch-Straße in Nürnberg-Sandreuth erfordert. Ferner hätten Betriebsgleise über längere Bereiche der Strecke nahe an Wohnbebauung herangeführt werden müssen. Nicht zuletzt hätte eine solche Trasse deutlich größere Kosten erwarten lassen als mehrere A-Varianten.
Die Gutachter empfahlen der DB die Realisierung der so genannten Bündelungstrasse (Variante A3) entlang der Autobahn Nürnberg–Heilbronn und der Bundesstraße 2. Die 31,8 km lange Trasse sollte bei Fischbach/Altenfurt die Bestandsstrecke verlassen und anschließend entlang der A 6 und der B 2 bis nördlich von Büchenbach führen. Laut einem Ende 1985 abgeschlossenen Raumordnungsverfahren habe die Vorzugstrasse auch den Erfordernissen der Raumordnung und Landesplanung grundsätzlich entsprochen. Die im Bundesverkehrswegeplan 1985 offengehaltene Linienführung einer neuen Fernverkehrsverbindung zwischen Nürnberg und München führte im weiteren Verlauf zu Verzögerungen.
Die Realisierung der S-Bahn-Linie nach Roth war von der zwischen Roth und Fischbach erwogenen „Fernbahn-Ersatztrasse“ durch den Nürnberger Reichswald abhängig, über die der Fernverkehr zwischen Nürnberg und Roth (weiter nach Augsburg/München) geführt werden sollte. Diese Strecke sollte den Streckenabschnitt Nürnberg–Roth entlasten und somit Platz für den S-Bahn-Verkehr auf der vorhandenen zweigleisigen Strecke schaffen.
Nachdem von den angrenzenden Kommunen und von Bürgerinitiativen Widerstand gegen diese „Reichswald-Trasse“ laut wurde, unterzog die Bundesbahndirektion (BD) Nürnberg zwischen 1980 und 1985 den Planungen einer Prüfung. Parallel dazu schlug die BD mit dem Bau einer Neubaustrecke von Nürnberg nach Ingolstadt eine alternative Variante vor, bei der die Fernbahn-Ersatztrasse nicht erforderlich war. Diese Variante der Linienführung fand in der Politik und den angrenzenden Kommunen, mit Ausnahme des Regierungsbezirkes Schwaben und der Stadt Augsburg, Zuspruch. Daraufhin wurde ein weiteres Gutachten in Auftrag gegeben, was die S-Bahn-Planungen erneut verzögerte. Erst nach Abschluss dieses Gutachtens im Juni 1991, das sich für die Neubaustrecke aussprach, konnten die Planungen für die S3 wieder aufgenommen werden. Diese wurden zu Gunsten einer eigenen, mit zweigleisigen Begegnungsabschnitten parallel zur Bahnstrecke Nürnberg–Augsburg verlaufenden eingleisigen Trasse, geändert.
Im Herbst 1991 stimmten der Bund und der Freistaat Bayern der geänderten Planung zu. Die Strecke sollte in weiten Teilen eingleisig geführt werden. Zwischen Roth und Büchenbach sowie zwischen Rednitzhembach und Schwabach waren zwei Gleise vorgesehen. Die Planung der S-Bahn war Ende 1991 im Gang. Eine Umweltverträglichkeitsüberprüfung stand Anfang 1992 noch aus. Regionalzüge sollten weiterhin in Roth, Schwabach, Reichelsdorf, Eibach und Sandreuth halten. Ein erster Planfeststellungsantrag sollte Mitte 1992 gestellt werden, die Fertigstellung war bis Ende der 1990er Jahre vorgesehen.
Anfang 1995 wurde die Strecke Nürnberg Hbf - Roth, S-Bahn mit Streckennummer 5971, von km 0,0+00 bis km 25,6+02 in die DB-Streckendaten aufgenommen.
Im Zuge der Planungen forderte die Stadt Roth Ende der 1970er Jahre, die S-Bahn bis nach Eckersmühlen zu führen. Darauf aufbauend schlug der damalige Hilpoltsteiner Bürgermeister Benz vor, die Forderung zu stellen, die S-Bahn bis Hilpoltstein zu führen.
Noch Mitte der 1980er Jahre war eine S-Bahn-Station Wiener Straße geplant, die zwischen Eibach und Reichelsdorf entstehen sollte.

### Bau
Der Spatenstich für den Bau der Strecke erfolgte am 29. Juni 1994 am Bahnhof Nürnberg-Reichelsdorf. Für die anstehenden Baumaßnahmen, welche die Erweiterung der vorhandenen Gleisinfrastruktur, die Errichtung zahlreicher Kunstbauten sowie den S-Bahn-gerechten Um- und Neubau der vorhandenen Stationen an der neuen Trasse umfassten, wurden etwa 700 Millionen D-Mark (etwa 358 Millionen Euro) aufgewendet.
Infrastruktur
Die Haltepunkte Nürnberg-Sandreuth, Reichelsdorfer Keller, Katzwang, Schwabach-Limbach, Rednitzhembach und Büchenbach wurden aufgelassen und durch in der Lage verschobene Neubauten an der S-Bahn-Strecke ersetzt. An den Bahnhöfen Nürnberg-Eibach, Nürnberg-Reichelsdorf sowie Schwabach wurden separate S-Bahnsteige errichtet und die alten Bahnsteige für den Personenverkehr stillgelegt, der Bahnhof Roth erhielt einen neuen, sich nördlich des Bahnhofsgebäudes befindenden, Mittelbahnsteig für die dort endenden S-Bahn-Züge. Mit einer Verzögerung von drei Jahren wurde am 5. September 2004 noch der Haltepunkt Nürnberg-Steinbühl dem Verkehr übergeben, der sich zwischen Nürnberg Hauptbahnhof und Nürnberg-Sandreuth am Ostende des Überwerfungsbauwerks befindet. Alle errichteten Bahnsteige sind 145 m lang, 96 cm hoch und mit barrierefreien Zugängen ausgestattet. Als Bauoption war zwischen Nürnberg-Eibach und Nürnberg-Reichelsdorf der Bau des Haltepunktes Nürnberg Wiener Straße vorgesehen. Zur Verknüpfung mit dem Individualverkehr wurden Abstellmöglichkeiten für Fahrräder (B+R) an allen Stationen, außer in Schwabach-Limbach, sowie für PKW (P+R) an allen Stationen, außer in Nürnberg-Steinbühl und Nürnberg-Sandreuth errichtet.
Die Steuerung der gesamten Strecke erfolgt aus einem neu errichteten Elektronischen Stellwerk (Typ SIMIS C) in Nürnberg-Eibach, das am 8. Mai 2001 in Betrieb genommen wurde.
Strecke
Den geänderten Planungen folgend wurde eine abwechselnd ein- und zweigleisige S-Bahn-Trasse erstellt, die zwischen Nürnberg Hauptbahnhof und Nürnberg-Eibach westlich und zwischen Nürnberg-Reichelsdorf und dem Endbahnhof Roth östlich der bestehenden Bahnstrecke Nürnberg–Augsburg verläuft. Damit die S-Bahn-Züge wie vorgesehen an den Gleisen 1–3 beginnen und ohne Kreuzung der bestehenden Streckengleise in Richtung Roth ausgefädelt werden konnten, musste der Spurplan der westliche Bahnhofsausfahrt zudem zur Schaffung zweier Abstellgleise für S-Bahn-Garnituren in Teilen modifiziert werden. Daran anschließend wurde ein insgesamt 604 Meter langes  eingleisiges Überwerfungsbauwerk über die Bahnstrecken nach Bamberg und nach Crailsheim errichtet. Als weitere Brückenbauwerke entstanden eine etwa 125 Meter lange Stahlfachwerkbrücke zur Überquerung von Südwesttangente und Main-Donau-Kanal, ein  Überwerfungsbauwerk zwischen Nürnberg-Eibach und Nürnberg-Reichelsdorf zum Wechsel von der West- auf die Ostseite der Bahnstrecke Nürnberg–Augsburg sowie drei integrale Brücken über das Rednitz-, Schwabach- und Aurachtal. Zum Schutz der Anwohner wurde die Strecke fast auf gesamter Länge mit Lärmschutzwänden versehen.
Die 604 m lange Steinbühler Brücke war bei ihrer Eröffnung die längste Brücke Nürnbergs.

### Bahnsteiganpassungen
Im Dezember 2021 wurde die Planung zur Anpassung der Bahnsteighöhe von Stationen entlang der Strecke ausgeschrieben. Eine weitere Ausschreibung folgte im Mai 2022. Geplant sind 2026 Gleisanhebungen in Nürnberg-Sandreuth, Nürnberg-Eibach, Nürnberg-Reichelsdorf, Reichelsdorfer Keller, Katzwang, Rednitzhembach und Büchenbach und Bahnsteigabsenkungen in Schwabach, Schwabach-Limbach und Roth. und zu einem späteren Zeitpunkt Bahnsteigabsenkungen in Nürnberg Hauptbahnhof und Nürnberg-Steinbühl.

## Streckenbeschreibung

### Verlauf

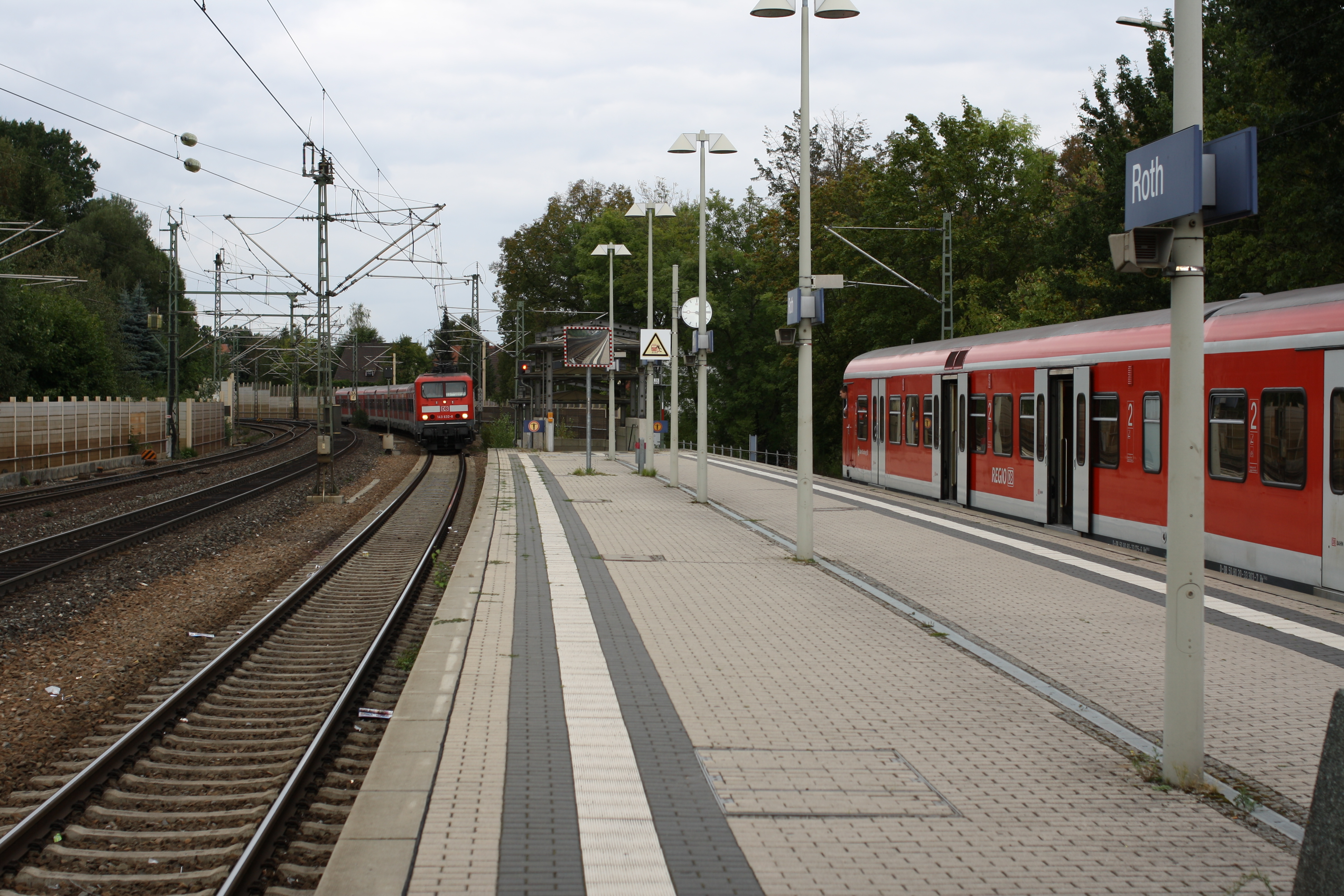
Nordkopf des Bahnhofs Roth mit auf das westliche Gleis aus Nürnberg einfahrendem S-Bahn-Zug (2009)

Die eingleisige S-Bahn-Trasse verlässt den Nürnberger Hauptbahnhof gen Westen, führt zunächst am Außengelände des Verkehrsmuseums vorbei. Ab dem Steinbühler Tunnel geht die Strecke in das 604 Meter lange Überwerfungsbauwerk über, das in einer lang gestreckten Linkskurve die Bahnstrecke nach Bamberg und nach Crailsheim sowie den Frankenschnellweg überquert. Am Beginn des Bauwerks befindet sich der Haltepunkt Nürnberg-Steinbühl, der Verknüpfungspunkt zum städtischen Straßenbahnnetz ist. Danach führt die Strecke an den Stadtteilen Schweinau im Westen und Sandreuth im Osten vorbei und überquert den Südring (B 4 R) mit einer Brücke auf der sich der Haltepunkt Nürnberg-Sandreuth befindet. Im weiteren Verlauf wird die Strecken vom Verbindungsgleis Rangierbahnhof–Hauptgüterbahnhof sowie der Ringbahn höhenfrei gekreuzt und überquert anschließend die parallel zueinander verlaufen Verkehrswege Südwesttangente und Main-Donau-Kanal.
Ab Streckenkilometer 4,6 wird die Strecke zweigleisig und führt, nachdem sie den Haltepunkt Nürnberg-Eibach erreicht hat, östlich am gleichnamigen Stadtteil vorbei. Anschließend trifft die Strecke auf den parallel verlaufenden Frankenschnellweg und überquert auf Höhe des Königshofer Weges die Bahnstrecke Nürnberg–Augsburg, um fortan auf deren Ostseite zu verlaufen. Zunächst westlich der Strecke erstreckt sich der Stadtteil Reichelsdorf, der mit Nürnberg-Reichelsdorf einen Haltepunkt an der Überführung über die Weltenburger Straße hat. Im Anschluss daran durchschneidet die wieder eingleisige Strecke die sich nach Südosten ausdehnende Bebauung von Reichelsdorf und verlässt nach dem Haltepunkt Reichelsdorfer Keller zum ersten Mal das Nürnberger Stadtgebiet. Nun verläuft die Strecke parallel zum Rednitztal, das kurz darauf mit einer 170 Meter langen Brücke überquert wird, tangiert den Schwabacher Stadtteil Wolkersdorf und berührt am Haltepunkt Katzwang noch einmal das Nürnberger Stadtgebiet.
Weiter führt die Strecke – wieder zweigleisig – durch den Schwabacher Stadtteil Limbach, überquert die Schwabach und erreicht den Bahnhof Schwabach, der sich am Ostrand der Kernstadt befindet. Anschließend überquert die Strecke die Bundesstraße 2, tangiert den Stadtteil Forsthof und führt, unter der Bundesautobahn 6 hindurch sowie am Stadtteil Vogelherd vorbei, wieder eingleisig aus Schwabach hinaus. Am Rednitzhembacher Ortsteil Igelsdorf vorbei erreicht die Strecke den Haltepunkt Rednitzhembach, der sich allerdings im Ortsteil Plöckendorf befindet, und trifft nach Untermainbach erneut auf die Rednitz. Dieser folgt die Strecke fortan, erreicht – wieder zweigleisig – den Haltepunkt Büchenbach am Ostrand der gleichnamigen Gemeinde und überquert, sich bereits auf Rother Stadtgebiet befindend, die Aurach. Im weiteren Verlauf führt die Strecke westlich an der Rother Innenstadt vorbei und endet schließlich im Bahnhof Roth, wo die S-Bahn-Strecke betrieblich in einem zweigleisigen Haltepunkt ohne Gleiswechselmöglichkeit endet. Das westliche Streckengleis geht im Anschluss in die Bahnstrecke Roth–Greding nach Hilpoltstein über.

### Ausbauzustand
Die Strecke ist eingleisig und verfügt von Streckenkilometer 4,6 bis 8,8, 13,1 bis 16,9 sowie ab 22,1 bis zum Streckenende über zweigleisige Begegnungsabschnitte. Die reine Fahr- und Haltezeit in den eingleisigen Abschnitten liegt bei jeweils insgesamt rund fünf bis sechs Minuten je Zug, zuzüglich erforderlicher Vor- und Nachbelegungszeiten sowie Pufferzeiten.
Des Weiteren ist sie durchgehend elektrifiziert und darf mit einer Streckenhöchstgeschwindigkeit von 120 km/h befahren werden. Alle Bahnhöfe und Haltepunkte entlang der Strecke verfügten zunächst über 145 m lange und 96 cm über Schienenoberkante hohe Bahnsteige. Eine Anpassung auf 76 cm ist im Gang.

## Zugverkehr
Auf der Strecke verkehrt die Linie S 2 (Roth–Nürnberg–Hartmannshof). Bis 2020 kamen dabei Elektrolokomotiven der Baureihe 143 mit vierteiligen x-Wagen-Wendezügen zum Einsatz. Aktuell verkehren hier Triebzüge der Baureihe 442 Bombardier Talent 2.
Werktäglich fahren bis zu 30.000 Menschen pro Tag auf der Strecke. 20 Prozent davon sind Schüler.

## Unfälle
Am 25. März 2003 ereignete sich der bisher einzige Unfall auf der Strecke, bei dem ein von Roth über Nürnberg nach Altdorf fahrender S-Bahn-Zug auf der Schnellfahrweiche der Überleitstelle Rednitzhembach (Streckenkilometer 16,9) entgleiste. An dieser war nach kurz zuvor durchgeführten Wartungsarbeiten ein Kabel falsch wieder angeschlossen worden, wodurch die Weichenzungen und die Herzstückspitze zueinander gegenläufige Stellungen aufwiesen. Der Steuerwagen des Zuges folgte darum zuerst den auf Abzweig (nach links) stehenden Weichenzungen, um an der geradeaus gestellten Herzstückspitze zusammen mit den Mittelwagen und der Lokomotive zu entgleisen. Der dabei entstandene Sachschaden an Oberbau und Fahrzeugen belief sich auf etwa 600.000 Euro, von den Passagieren wurde niemand verletzt. Die am Unfall beteiligten Fahrzeuge wurden anschließend geborgen und auf Schäden hin untersucht. Dabei stellte sich heraus, dass sich die Aufarbeitung der x-Wagen nicht lohnen würde, worauf hin sie ausgemustert wurden; die Ellok hingegen wurde wieder instand gesetzt.